# Eurocup 2010-2011
L'Eurocup 2010-11 è stata la nona edizione del secondo livello europeo per squadre di basket. L'UNICS Kazan' ha vinto il suo primo titolo, battendo in finale il Siviglia.

## Squadre partecipanti
| Fase a gironi                                      | Fase a gironi | Fase a gironi                                | Fase a gironi                                | Fase a gironi                                |
| Paese                                              | Squadre       | Squadre (posizione nel campionato nazionale) | Squadre (posizione nel campionato nazionale) | Squadre (posizione nel campionato nazionale) |
| -------------------------------------------------- | ------------- | -------------------------------------------- | -------------------------------------------- | -------------------------------------------- |
| Spagna                                             | 2             | Cajasol Sevilla (6)                          | Estudiantes (7)                              |                                              |
| Germania                                           | 2             | EWE Oldenburg (1)                            | Goettingen (3)                               |                                              |
| Grecia                                             | 2             | Panellīnios K.A.E. (4)                       | PAOK Salonicco BC (5)                        |                                              |
| Russia                                             | 1             | Krasnie Krylia (8)                           |                                              |                                              |
| Italia                                             | 1             | Bennet Cantù (4)                             |                                              |                                              |
| Polonia                                            | 1             | Anwil Włocławek (2)                          |                                              |                                              |
| Lituania                                           | 1             | BC Šiauliai (3)                              |                                              |                                              |
| Lettonia                                           | 1             | VEF Riga (2)                                 |                                              |                                              |
| Perdenti dell'Euroleague 2010–11 qualifying rounds |               |                                              |                                              |                                              |
| Paese                                              | Squadre       | Squadre (posizione nel campionato nazionale) | Squadre (posizione nel campionato nazionale) | Squadre (posizione nel campionato nazionale) |
| Francia                                            | 3             | Le Mans (2)                                  | Roanne (3)                                   | ASVEL Villeurbanne (9)                       |
| Italia                                             | 1             | Pepsi Caserta (2)                            |                                              |                                              |
| Paesi Bassi                                        | 1             | Donar Groningen (-)                          |                                              |                                              |
| Israele                                            | 1             | Hapoel Elyon (1)                             |                                              |                                              |
| Rep. Ceca                                          | 1             | ČEZ Nymburk (1)                              |                                              |                                              |
| Turchia                                            | 1             | Banvit BK (3)                                |                                              |                                              |
| Montenegro                                         | 1             | Budućnost Podgorica (5)                      |                                              |                                              |
| Ucraina                                            | 1             | Budivelnyk Kiev (1)                          |                                              |                                              |
| Russia                                             | 1             | UNICS Kazan' (3)                             |                                              |                                              |
| Serbia                                             | 1             | Hemofarm (2)                                 |                                              |                                              |
| Germania                                           | 1             | ALBA Berlino (2)                             |                                              |                                              |
| Qualifying round                                   |               |                                              |                                              |                                              |
| Paese                                              | Squadre       | Squadre (posizione nel campionato nazionale) | Squadre (posizione nel campionato nazionale) | Squadre (posizione nel campionato nazionale) |
| Turchia                                            | 2             | Beşiktaş (4)                                 | Galatasaray (9)                              |                                              |
| Israele                                            | 1             | Hapoel Gerusalemme (2)                       |                                              |                                              |
| Ucraina                                            | 1             | Azovmash Mariupol' (1)                       |                                              |                                              |
| Croazia                                            | 1             | Cedevita (3)                                 |                                              |                                              |
| Italia                                             | 1             | Pallacanestro Treviso (8)                    |                                              |                                              |
| Grecia                                             | 1             | Aris Salonicco (7)                           |                                              |                                              |
| Spagna                                             | 1             | Gran Canaria (8)                             |                                              |                                              |

## Turno preliminare
Dal 29 settembre al 6 ottobre.
| Squadra 1            | Punt.     | Squadra 2         | 1ª gara | 2ª gara |
| -------------------- | --------- | ----------------- | ------- | ------- |
| Beşiktaş             | 152 - 137 | Skyl. Francoforte | 68 - 61 | 84 - 76 |
| H. Gerusalemme       | 146 - 132 | Liegi             | 62 - 59 | 84 - 73 |
| Aris Salonicco       | 170 - 167 | Akademik Sofia    | 78 - 74 | 92 - 93 |
| Gran Canaria         | 165 - 131 | KK Zagabria       | 69 - 71 | 96 - 60 |
| Azov. Mariupol'      | 155 - 145 | Orléans Loiret    | 76 - 80 | 79 - 65 |
| Sptk. S. Pietroburgo | 136 - 139 | Galatasaray       | 58 - 69 | 78 - 70 |
| Pall. Treviso        | 181 - 118 | APOEL             | 97 - 55 | 84 - 63 |
| Dinamo Mosca         | 134 - 169 | Cedevita Junior   | 61 - 97 | 73 - 72 |

## Regular Season
Il sorteggio si è svolto il 14 ottobre a Barcellona.
Dal 16 novembre al

### Gruppo A
|    | Squadra         | P  | V | P | PF  | PS  | Diff |
| -- | --------------- | -- | - | - | --- | --- | ---- |
| 1. | UNICS Kazan'    | 10 | 5 | 1 | 507 | 379 | +128 |
| 2. | Le Mans         | 8  | 4 | 2 | 426 | 429 | -3   |
| 3. | Bandırma Banvit | 4  | 2 | 4 | 402 | 474 | -72  |
| 4. | EWE Oldenburg   | 2  | 1 | 5 | 435 | 488 | -53  |

### Gruppo B
|    | Squadra        | P | V | P | PF  | PS  | Diff |
| -- | -------------- | - | - | - | --- | --- | ---- |
| 1. | BG 74 Gottinga | 8 | 4 | 2 | 478 | 442 | +36  |
| 2. | Hemofarm Vršac | 6 | 3 | 3 | 496 | 512 | -16  |
| 3. | ASVEL          | 6 | 3 | 3 | 494 | 506 | -12  |
| 4. | Beşiktaş       | 4 | 2 | 4 | 516 | 524 | -8   |

### Gruppo C
|    | Squadra         | P  | V | P | PF  | PS  | Diff |
| -- | --------------- | -- | - | - | --- | --- | ---- |
| 1. | Gran Canaria    | 10 | 5 | 1 | 463 | 396 | +67  |
| 2. | Budivelnyk Kiev | 8  | 4 | 2 | 397 | 391 | +6   |
| 3. | Budućnost       | 6  | 3 | 3 | 431 | 418 | +13  |
| 4. | Šiauliai        | 0  | 0 | 6 | 420 | 506 | -86  |

### Gruppo D
|    | Squadra          | P  | V | P | PF  | PS  | Diff |
| -- | ---------------- | -- | - | - | --- | --- | ---- |
| 1. | Aris Salonicco   | 10 | 5 | 1 | 514 | 462 | +52  |
| 2. | Cedevita Junior  | 8  | 4 | 2 | 484 | 479 | +5   |
| 3. | Azov. Mariupol'  | 4  | 2 | 4 | 492 | 504 | -12  |
| 4. | Hap. Gilboa G.E. | 2  | 1 | 5 | 492 | 537 | -45  |

### Gruppo E
|    | Squadra         | P | V | P | PF  | PS  | Diff |
| -- | --------------- | - | - | - | --- | --- | ---- |
| 1. | Galatasaray     | 8 | 4 | 2 | 441 | 374 | +67  |
| 2. | Panellīnios     | 8 | 4 | 2 | 366 | 375 | -9   |
| 3. | Pall. Cantù     | 6 | 3 | 3 | 413 | 398 | +15  |
| 4. | Donar Groningen | 2 | 1 | 5 | 365 | 438 | -73  |

| Arbitro: | Jakub Zamojski |

|                  |       |               |
| Jonathan Tabu 17 | Punti | 15 Samo Udrih |

| Arbitro: | Dani Hierrezuelo |

|                 |       |                   |
| Lukša Andrić 19 | Punti | 14 Vladimir Micov |

| Arbitro: | Juan Carlos Garcia Gonzales |

|                  |       |                  |
| Robby Bostain 22 | Punti | 18 Maarty Leunen |

| Arbitro: | Carl Jungebrand |

|                           |       |                     |
| Manuchar Mark'oishvili 16 | Punti | 11 Jason Dourisseau |

| Arbitro: | Radomir Vojinovic |

|                   |       |                  |
| Maurice Bailey 14 | Punti | 15 Maarty Leunen |

| Arbitro: | Saša Pukl |

|                  |       |                     |
| Maarty Leunen 17 | Punti | 14 Taylor Rochestie |

### Gruppo F
|    | Squadra        | P  | V | P | PF  | PS  | Diff |
| -- | -------------- | -- | - | - | --- | --- | ---- |
| 1. | Pall. Treviso  | 12 | 6 | 0 | 454 | 414 | +40  |
| 2. | Estudiantes    | 6  | 3 | 3 | 483 | 462 | +21  |
| 3. | PAOK Salonicco | 6  | 3 | 3 | 449 | 438 | +11  |
| 4. | Roanne         | 0  | 0 | 6 | 423 | 495 | -72  |

| Arbitro: | Andrej Lovsyn |

|                 |       |                         |
| Ryan Toolson 14 | Punti | 13 Pape-Philippe Amagou |

| Arbitro: | Ilija Belošević |

|                         |       |                       |
| Lazaros Papadopoulos 17 | Punti | 13 Donatas Motiejūnas |

| Arbitro: | Luís Lopes |

|                       |           |                    |
| Pt: Germán Gabriel 14 | Marcatori | Pt: Devin Smith 22 |

| Arbitro: | Robert Lottermoser |

|                           |           |                       |
| Pt: Donatas Motiejūnas 19 | Marcatori | Pt: Germán Gabriel 13 |

| Arbitro: | Juan Carlos Mitjana |

|                          |           |                           |
| Pt: Uche Nsonwu-Amadi 15 | Marcatori | Pt: Donatas Motiejūnas 17 |

| Arbitro: | Juan Carlos Garcia Gonzales |

|                           |           |                    |
| Pt: Donatas Motiejūnas 16 | Marcatori | Pt: Justin Gray 18 |

### Gruppo G
|    | Squadra        | P | V | P | PF  | PS  | Diff |
| -- | -------------- | - | - | - | --- | --- | ---- |
| 1. | ČEZ Nymburk    | 8 | 4 | 2 | 496 | 473 | +23  |
| 2. | Siviglia       | 6 | 3 | 3 | 494 | 478 | +16  |
| 3. | H. Gerusalemme | 6 | 3 | 3 | 466 | 463 | +3   |
| 4. | VEF Rīga       | 4 | 2 | 4 | 472 | 514 | -42  |

### Gruppo H
|    | Squadra          | P  | V | P | PF  | PS  | Diff |
| -- | ---------------- | -- | - | - | --- | --- | ---- |
| 1. | Alba Berlino     | 12 | 6 | 0 | 496 | 414 | +82  |
| 2. | Juvecaserta      | 6  | 3 | 3 | 472 | 463 | +9   |
| 3. | Kr. Kryl. Samara | 4  | 2 | 4 | 478 | 502 | -24  |
| 4. | Włocławek        | 2  | 1 | 5 | 470 | 537 | -67  |

| Arbitro: | Murat Biricik |

|                      |           |                       |
| Pt: Primož Brezec 24 | Marcatori | Pt: Fabio Di Bella 25 |

| Arbitro: | Spiros Gkontas |

|                      |           |                     |
| Pt: Jumaine Jones 20 | Marcatori | Pt: Chris Thomas 18 |

| Arbitro: | Dubravko Muhvic |

|                      |           |                          |
| Pt: Eric Williams 14 | Marcatori | Pt: Tadija Dragićević 16 |

| Arbitro: | Zoran Sutulovic |

|                        |           |                       |
| Pt: Marko Marinović 14 | Marcatori | Pt: Fabio Di Bella 16 |

| Arbitro: | José Ramón García Ortiz |

|                |           |                      |
| Pt: Ebi Ere 32 | Marcatori | Pt: Primož Brezec 21 |

| Arbitro: | Volodymr Drabikovsky |

|           |       |           |
| Miller 17 | Punti | 22 Bowers |

## Last 16
Dal 18 gennaio 2011  al 1º marzo 2011.

### Gruppo I
|    | Squadra         | P | V | P | PF  | PS  | Diff |
| -- | --------------- | - | - | - | --- | --- | ---- |
| 1. | UNICS Kazan'    | 8 | 4 | 2 | 492 | 459 | +33  |
| 2. | Cedevita Junior | 8 | 4 | 2 | 513 | 531 | -18  |
| 3. | Gran Canaria    | 4 | 2 | 4 | 482 | 484 | -2   |
| 4. | Hemofarm Vršac  | 4 | 2 | 4 | 453 | 466 | -13  |

### Gruppo J
|    | Squadra         | P | V | P | PF  | PS  | Diff |
| -- | --------------- | - | - | - | --- | --- | ---- |
| 1. | Budivelnyk Kiev | 8 | 4 | 2 | 417 | 413 | +4   |
| 2. | BG 74 Gottinga  | 8 | 4 | 2 | 433 | 416 | +17  |
| 3. | Le Mans         | 4 | 2 | 4 | 444 | 445 | -1   |
| 4. | Aris Salonicco  | 4 | 2 | 4 | 443 | 463 | -20  |

### Gruppo K
|    | Squadra     | P  | V | P | PF  | PS  | Diff |
| -- | ----------- | -- | - | - | --- | --- | ---- |
| 1. | Estudiantes | 10 | 5 | 1 | 489 | 459 | +30  |
| 2. | Juvecaserta | 10 | 5 | 1 | 474 | 453 | +21  |
| 3. | Galatasaray | 4  | 2 | 4 | 409 | 421 | -12  |
| 4. | ČEZ Nymburk | 0  | 0 | 6 | 451 | 490 | -39  |

| Arbitro: | Sradan Dozai |

|                |           |                         |
| Pt: Ebi Ere 19 | Marcatori | Pt: Taylor Rochestie 16 |

| Arbitro: | Spiros Gkontas |

|                    |           |                      |
| Pt: Tre Simmons 21 | Marcatori | Pt: Eric Williams 18 |

| Arbitro: | Fernando Rocha |

|                |           |                       |
| Pt: Ebi Ere 17 | Marcatori | Pt: Germán Gabriel 20 |

| Arbitro: | Saša Pukl |

|                 |       |           |
| Caner-Medley 14 | Punti | 22 Bowers |

| Arbitro: | Dubravko Muhvić |

|                         |           |                      |
| Pt: Preston Shumpert 15 | Marcatori | Pt: Eric Williams 13 |

| Arbitro: | Marek Ćmikiewicz |

|                |           |                    |
| Pt: Ebi Ere 15 | Marcatori | Pt: Afik Nissim 22 |

### Gruppo L
|    | Squadra       | P  | V | P | PF  | PS  | Diff |
| -- | ------------- | -- | - | - | --- | --- | ---- |
| 1. | Pall. Treviso | 10 | 5 | 1 | 461 | 426 | +35  |
| 2. | Siviglia      | 10 | 5 | 1 | 476 | 440 | +36  |
| 3. | Panellīnios   | 2  | 1 | 5 | 451 | 477 | -26  |
| 4. | Alba Berlino  | 2  | 1 | 5 | 434 | 479 | -45  |

| Arbitro: | José Ramón García Ortiz |

|                     |           |                      |
| Pt: Greg Brunner 15 | Marcatori | Pt: Derrick Allen 18 |

| Arbitro: | Grzegorz Ziemblicki |

|                   |           |                                 |
| Pt: Paul Davis 22 | Marcatori | Pt: Devin Smith, Hrvoje Perić 8 |

| Arbitro: | Recep Ankarali |

|                      |           |                    |
| Pt: Torin Francis 29 | Marcatori | Pt: Devin Smith 22 |

| Arbitro: | Sradan Dozai |

|                    |           |                       |
| Pt: Devin Smith 24 | Marcatori | Pt: Maurice Bailey 16 |

| Arbitro: | Volodymr Drabikovsky |

|                           |           |                    |
| Pt: Heiko Schaffartzik 18 | Marcatori | Pt: Devin Smith 35 |

| Arbitro: | Recep Ankarali |

|                    |           |                   |
| Pt: Devin Smith 20 | Marcatori | Pt: Paul Davis 20 |

## Quarti di finale
Dal 23 marzo al 30 marzo 2011
- Siviglia
- UNICS Kazan'
- Cedevita Junior
- BG 74 Gottinga
- Estudiantes
- Juvecaserta
- Pall. Treviso
- Budivelnyk Kiev

| Squadra 1       | Serie     | Squadra 2       | Gara 1  | Gara 2  |
| --------------- | --------- | --------------- | ------- | ------- |
| Juvecaserta     | 161 – 169 | UNICS Kazan'    | 84 – 90 | 77 – 79 |
| Siviglia        | 144 – 129 | Budivelnyk Kiev | 67 – 49 | 77 – 80 |
| Cedevita Junior | 171 – 153 | Estudiantes     | 90 – 81 | 81 – 72 |
| BG 74 Gottinga  | 128 – 150 | Pall. Treviso   | 66 – 66 | 62 – 84 |

### Gara 1
| Arbitro: | Spiros Gkontas |

|                      |           |                             |
| Pt: Eric Williams 22 | Marcatori | Pt: Uladzimir Verameenka 30 |

| Arbitro: | Fabio Facchini |

|                      |           |                                  |
| Pt: Txemi Urtasun 15 | Marcatori | Pt: Billy Keys, Lamayn Wilson 11 |

| Arbitro: | Paolo Taurino |

|                 |       |                     |
| Damjan Rudež 21 | Punti | 19 Nik Caner-Medley |

| Arbitro: | José Ramon García Ortíz |

|               |       |                       |
| Mike Scott 15 | Punti | 22 Alessandro Gentile |

### Gara 2
| Arbitro: | Jakub Zamojski |

|                 |       |                  |
| Maciej Lampe 31 | Punti | 23 Jumaine Jones |

| Arbitro: | Sreten Radović |

|                   |       |                  |
| Denys Jakovlev 12 | Punti | 15 Txemi Urtasun |

| Arbitro: | Recep Ankarali |

|                 |       |                  |
| Hernán Jasen 12 | Punti | 24 Bracey Wright |

| Arbitro: | Dubravko Muhvic |

|                |       |                    |
| Devin Smith 22 | Punti | 25 Dwayne Anderson |

## Final Four
La Final Four si è svolta il 16 e 17 aprile 2011 al PalaVerde di Treviso.
|  | Semifinali      | Semifinali      | Semifinali |          |              | Finale          | Finale          | Finale          |  |
|  |                 |                 |            |          |              |                 |                 |                 |  |
|  | UNICS Kazan'    | UNICS Kazan'    | 87         |          |              |                 |                 |                 |  |
|  | UNICS Kazan'    | UNICS Kazan'    | 87         |          |              |                 |                 |                 |  |
|  | Cedevita Junior | Cedevita Junior | 66         |          |              |                 |                 |                 |  |
|  | Cedevita Junior | Cedevita Junior | 66         |          | UNICS Kazan' | UNICS Kazan'    | 92              |                 |  |
|  |                 |                 |            |          | UNICS Kazan' | UNICS Kazan'    | 92              |                 |  |
|  |                 |                 | Siviglia   | Siviglia | 77           |                 |                 |                 |  |
|  | Pall. Treviso   | Pall. Treviso   | Siviglia   | Siviglia | 77           | 63              |                 |                 |  |
|  | Pall. Treviso   | Pall. Treviso   |            |          |              | 63              |                 |                 |  |
|  | Siviglia        | Siviglia        | 75         |          |              | Finale 3º posto | Finale 3º posto | Finale 3º posto |  |
|  | Siviglia        | Siviglia        | 75         |          |              |                 |                 |                 |  |
|  |                 |                 |            |          |              |                 |                 |                 |  |
|  |                 |                 |            |          |              | Cedevita Junior | Cedevita Junior | 59              |  |
|  |                 |                 |            |          |              | Cedevita Junior | Cedevita Junior | 59              |  |
|  |                 |                 |            |          |              | Pall. Treviso   | Pall. Treviso   | 57              |  |

### Semifinali
| Arbitro: | José Martín |

|                  |       |                 |
| Terrell Lyday 27 | Punti | 16 Damjan Rudež |

| Arbitro: | Volodymr Drabikovsky |

|                    |       |                  |
| Massimo Bulleri 15 | Punti | 16 Tariq Kirksay |

### Finale 3º/4º posto
| Arbitro: | José Martín |

|                                     |       |                    |
| Donatas Motiejūnas, Greg Brunner 10 | Punti | 16 Corsley Edwards |

### Finale
| Arbitro: | Guerrino Cerebuch |

|                 |       |                                 |
| Maciej Lampe 26 | Punti | 15 Txemi Urtasun, Louis Bullock |

| Eurocup 2010/2011      |
| ---------------------- |
| UNICS Kazan' 1º titolo |

## Statistiche individuali

### Punti
| #  | Nome           | Squadra              | Partite | Punti | PPP   |
| -- | -------------- | -------------------- | ------- | ----- | ----- |
| 1. | Jaycee Carroll | Gran Canaria         | 11      | 211   | 19.18 |
| 2. | Devin Smith    | Benetton Basket Bwin | 11      | 187   | 17.00 |
| 3. | Tre Simmons    | ČEZ Nymburk          | 11      | 183   | 16.64 |
| 4. | P.J. Tucker    | PAOK Salonicco BC    | 11      | 176   | 16.00 |
| 5. | Dontaye Draper | Cedevita Zagabria    | 10      | 157   | 15.70 |

### Rimbalzi
| #  | Nome            | Squadra            | Partite | Rimbalzi | RPP  |
| -- | --------------- | ------------------ | ------- | -------- | ---- |
| 1. | Jumaine Jones   | Juvecaserta Basket | 10      | 77       | 7.70 |
| 2. | P.J. Tucker     | PAOK Salonicco BC  | 11      | 82       | 7.45 |
| 3. | Maciej Lampe    | UNICS Kazan'       | 11      | 81       | 7.36 |
| 4. | Corsley Edwards | Cedevita Zagabria  | 9       | 63       | 7.00 |
| 5. | Jason Boone     | BG 74 Gottinga     | 11      | 71       | 6.45 |

### Assist
| #  | Nome            | Squadra            | Partite | Assist | APP  |
| -- | --------------- | ------------------ | ------- | ------ | ---- |
| 1. | Dontaye Draper  | Cedevita Zagabria  | 10      | 68     | 6.80 |
| 1. | Trent Meacham   | BG 74 Gottinga     | 11      | 57     | 5.18 |
| 3. | Stefan Marković | Pall. Treviso      | 11      | 57     | 5.18 |
| 4. | Jayson Granger  | Estudiantes Madrid | 11      | 47     | 4.27 |
| 5. | Miljan Pavković | Hemofarm Vršac     | 11      | 43     | 3.91 |

## Premi

### MVP settimanale

#### Regular Season
| Giornata | Giocatore           | Squadra            | Valutazione |
| -------- | ------------------- | ------------------ | ----------- |
| 1        | P.J. Tucker         | Aris Salonicco     | 35          |
| 2        | Chrīstos Tapoutos   | Aris Salonicco     | 32          |
| 3        | Demetrius Alexander | BC Azovmash        | 36          |
| 4        | Primož Brezec       | Krasnye Krylya     | 40          |
| 5        | Ebi Ere             | Juvecaserta Basket | 35          |
| 6        | Dontaye Draper      | Cedevita Zagabria  | 36          |

#### Top 16
| Giornata | Giocatore                  | Squadra           | Valutazione |
| -------- | -------------------------- | ----------------- | ----------- |
| 1        | Mike Scott                 | BG 74 Gottinga    | 36          |
| 2        | Paul Davis                 | C.B. Sevilla      | 31          |
| 3        | Damjan Rudež               | Cedevita Zagabria | 35          |
| 4        | Damjan Rudež Bracey Wright | Cedevita Zagabria | 28          |
| 5        | Devin Smith                | Pall. Treviso     | 47          |
| 6        | Ben Dewar                  | Le Mans           | 29          |

#### Quarti di finale
| Gara | Giocatore            | Squadra           | Valutazione |
| ---- | -------------------- | ----------------- | ----------- |
| 1    | Uladzimir Verameenka | UNICS Kazan'      | 40          |
| 2    | Bracey Wright (2)    | Cedevita Zagabria | 37          |

### Eurocup MVP
- Dontaye Draper (  Cedevita Zagabria )

### Eurocup Finals MVP
- Marko Popović (  UNICS Kazan' )

### All-Eurocup Primo Team 2010-2011
- Maciej Lampe (  UNICS Kazan' )
- Tariq Kirksay (  Sevilla )
- Devin Smith (  Pallacanestro Treviso )
- Terrell Lyday (  UNICS Kazan' )
- Dontaye Draper (  Cedevita Zagabria )

### All-Eurocup Secondo Team 2010-2011
- Paul Davis (  Sevilla )
- Nik Caner-Medley (  Estudiantes )
- Kelly McCarty (  UNICS Kazan' )
- Dwayne Anderson (  BG 74 Gottinga )
- Bracey Wright (  Cedevita Zagabria )

### Eurocup Rising Star
- Donatas Motiejūnas (  Pallacanestro Treviso )

### Eurocup Coach of the Year
- Aza Petrović (  Cedevita Zagabria )

## Squadra vincitrice
| N° | Naz.                   | Ruolo | Sportivo             |  | Alt. |  |
| -- | ---------------------- | ----- | -------------------- |  | ---- |  |
| 5  | Stati Uniti (bandiera) | P     | Terrell Lyday        |  | 191  |  |
| 6  | Croazia (bandiera)     | G     | Marko Popović        |  | 185  |  |
| 7  | Russia (bandiera)      | AP    | Igor Zamanskiy       |  | 202  |  |
| 9  | Russia (bandiera)      | G     | Pëtr Samojlenko      |  | 187  |  |
| 11 | Russia (bandiera)      | G     | Zachar Pašutin       |  | 196  |  |
| 12 | Bielorussia (bandiera) | AG    | Uladzimir Verameenka |  | 211  |  |
| 13 | Russia (bandiera)      | P     | Amiran Amirhanov     |  | 187  |  |
| 16 | Slovenia (bandiera)    | C     | Hasan Rizvić         |  | 212  |  |
| 18 | Russia (bandiera)      | AP    | Kelly McCarty        |  | 201  |  |
| 22 | Stati Uniti (bandiera) | G     | Ricky Minard         |  | 198  |  |
| 30 | Polonia (bandiera)     | C     | Maciej Lampe         |  | 210  |  |
| 33 | Montenegro (bandiera)  | C     | Slavko Vraneš        |  | 230  |  |
|    | Russia (bandiera)      | All.  | Evgenij Pašutin      |  |      |  |